# Vire (riu)
El Vire és un riu de la baixa Normandia, a França. Naix al municipi de Chaulieu a una altitud de 308 metres i desemboca al canal de la Mànega al nord de la ciutat d'Isigny-sur-Mer. Té un recorregut de 128 quilòmetres. Tres quilòmetres amunt de la desembocadura, el riu va ser canalitzat per fer el port d'Isigny. Excepte el darrere tram, avui no és navegable.
Al seu pas pel municipi de Saint-Lô té un cabal mitjà de 12,6 m³/s però amb un estiatge considerable d'estiu (entre 4,05 i 2,9 m³/s de juliol a setembre) i uns màxims de 23,5 a 26,2 de desembre a febrer.
A l'edat mitjana servia de via de transport fluvial per a petites embarcacions planes i com font d'energia de fins a vint-i-dos molins d'aigua. Des del segle xviii es va parlar de canalitzar el riu fins a Condé-sur-Vire. Finalment el projecte va ser aprovat el 1833 i entre Saint-Lô i Pont-Farcy es construeixen 19 rescloses de 23,10 × 4,2 m (inferior al mínim de la futura Norma de Freycinet de 1879) i es lliberà un camí de sirga al marge. S'hi transportaven principalment materials de construcció i adob. Des de 1905 va començar la concurrència pel ferrocarril, el trànsit minva i el 1926 es desclassifica el tram amunt de Saint-Lô.
A poc a poc, les construccions que fan d'obstacle per als peixos migratoris són enderrocats per facilitar la renaturalització, com ara la resclosa de Les Claies de Vire.

## Principals afluents
- Aure
- Drôme
- Elle